# گرابرگ
گرابرگ (به آلمانی: Geraberg) یک شهر در آلمان است که در ایلم-کرایس واقع شده‌است. گرابرگ ۲٬۵۵۸ نفر جمعیت دارد.